# Tarsicio Herrera Zapién
Tarsicio Herrera Zapién (Churintzio, Michoacán, 19 de julio de 1935) es un escritor, investigador y académico mexicano. Se ha especializado en la cultura y  literatura clásica y en las  obras sorjuanistas. Ha incursionado en obras musicológicas. 

## Estudios y docencia
Realizó la licenciatura (1967), maestría (1968) y doctorado (1970) en Letras Clásicas en la Universidad Nacional Autónoma de México (UNAM). Por más de 45 años ha sido catedrático en su alma mater siendo el decano en Letras Clásicas. Ha impartido clases de latín, literatura y tradición clásicas en la Facultad de Filosofía y Letras.
Cuenta con una licenciatura en Filosofía por la Pontificia Universidad Gregoriana y un diplomado en composición musical.

## Investigador y académico
Fue vicepresidente y presidente de la Academia Mexicana de Doctores en Ciencias Humanas y Sociales de 1996 a  2000. Fue cofundador y es investigador titular del Instituto de Investigaciones Filológicas de la Universidad Nacional Autónoma de México. 
Fue elegido miembro de número de la Academia Mexicana de la Lengua el 12 de mayo de 1983, tomó posesión de la silla IV el 9 de febrero de 1984. En esta institución fue el 14° secretario de 1999 a 2000, y el 9° censor estatuario desde 2008.

## Premios y distinciones
- Premio Nacional de Literatura "Ramón López Velarde", otorgado por Fonapas, Zacatecas en 1979 y 1980.
- Premio Sociedad Cultural "Sor Juana", en 1980 y 1982.
- Premio de Ensayo Literario para Maestros de la Escuela Nacional Preparatoria, en 1990, 1991 y 1994.
- Premio Universidad Nacional en Docencia en Humanidades, otorgado por la Universidad Nacional Autónoma de México en 1992.
- Mención honorífica en el Concurso "A. Millares Carlo", Las Palmas de Gran Canaria, España, en 1999.
- Premio Nacional Ensayo "Manuel José Othón",  San Luis Potosí, en 2007.

## Obras publicadas
Ha escrito artículos y colaborado con las revistas y periódicos  Diario, YA de Madrid, Revista de la Universidad Central de Venezuela, Nova Tellus, Revista de Literatura Mexicana del IIFL, Revista de la Universidad Nacional de México, Revista Plural, periódico Reforma y El Heraldo Cultural. Su obra es diversa, ha escrito ensayos sobre clasicismo, ensayos sorjuanistas, traducciones de clásicos de latín a español, traducciones de obras de español a latín, y ha incursionado en obras musicológicas.  Entre sus libros destacan:

### Ensayos
- López Velarde y Sor Juana, feministas opuestos, en 1984.
- Buena fe y humanismo en Sor Juana, en 1984.
- Bernal, perenne voz de Navidad en 1990.
- México exalta y censura a Horacio, en 1991.
- Manuel M. Ponce y el triunfo sobre una estrella, en 1992.
- Dos patriarcas sonrientes, en 1994.
- Horacio, crisol bimilenario, en 1994.
- Tres siglos y cien vidas de Sor Juana, en 1995.
- Los satíricos de la Roma imperial, en 1995.
- Historia del humanismo mexicano, en 2000.
- El imperio novelístico romano, en 2003.

### Traducciones del latín a español
- Horacio. Arte poética, en 1970.
- Horacio. Epístolas, en 1972.
- Ovidio, Heroidas, en 1979.
- Fray Diego Valadés. Rhetorica christiana, en 1989.

### Traducciones de español a latín
- Ovis nigra de A. Monterroso, en 1988.
- Cuarenta poemas mexicanos universales en 1989.
- Villancicos de ambos mundos, de seis lenguas al latín, en 2008.

### Otros
Junto con el Dr. Julio Pimentel A., escribió "Etimología Grecolatina del Español" La primera edición de la obra fue en 1971.